# 79è Regiment de Voluntaris d'Infanteria de Nova York
El 79è Regiment de Voluntaris d'Infanteria de Nova York fou un regiment militar organitzat el 20 de juny de 1856 a l'Estat de Nova York. Al principi de la Guerra Civil dels Estats Units, era un dels tres regiments que formaven la Quarta Brigada de la Primera Divisió de la Milícia de l'Estat de Nova York. La Quarta Brigada, incloïa el 9è i el 69è Regiment d'Infanteria. El 79è de Nova York va guanyar fama durant la Guerra Civil dels Estats Units pel seu servei en l'Exèrcit de la Unió.